# 12738 Satoshimiki
12738 Satoshimiki este un asteroid din centura principală de asteroizi.

## Descriere
12738 Satoshimiki este un asteroid din centura principală de asteroizi. A fost descoperit pe 4 ianuarie 1992 la Okutama de Tsutomu Hioki și Shuji Hayakawa. Asteroidul prezintă o orbită caracterizată de o semiaxă mare de 2,54 ua, o excentricitate de 0,29 și o înclinație de 13,3° în raport cu ecliptica.